# Aron Jóhannsson
Aron Jóhannsson (Mobile, 10 de novembro de 1990), é um futebolista Americano que atua como atacante. Atualmente, joga pelo Valur.

## Carreira
Filho de islandeses radicados no Alabama, mudou-se para a terra natal de seus pais aos 3 anos. Em 2000, defendeu as categorias de base do Fjölnir, onde voltaria em 2006 logo após deixar o Breiðablik.
De volta ao Fjölnir em 2008, Jóhansson profissionalizou-se aos 17 anos, marcando 13 gols em 30 partidas pelo clube. Seu desempenho chamou atenção de várias equipes, mas foi o dinamarquês AGF quem levou a melhor, contratando o jovem atacante em 2010. Em três temporadas, foi um dos destaques do time, ajudando-o na promoção à elite do futebol dinamarquês em 2011.
O atacante bateu um recorde do Campeonato Dinamarquês em agosto de 2012, ao marcar o hat-trick mais rápido da história do torneio: em apenas 3 minutos e 50 segundos, Aron marcou três gols contra o AC Horsens, derrotado por 4 a 1 - o quarto gol também foi marcado pelo norte-americano, aos 16 minutos.
Em agosto de 2015, Jóhannsson acertou com o Werder Bremen, para assumir a camisa 9.
Após sua chegada ao clube de Bremen, Jóhannsson sofreu uma grave lesão ao final da temporada 2014/2015.Voltou aos gramados em novembro de 2016.

## Seleção
Por seu desempenho no Campeonato Dinamarquês, Aron defenderia a seleção sub-21 da Islândia entre 2011 e 2013. Sua primeira convocação para o time principal foi em outubro do ano seguinte, pelas eliminatórias da Copa de 2014, contra Suíça e Albânia. No entanto, uma lesão na virilha minou sua chance de defender a Islândia.
Elegível também para representar os Estados Unidos, o atacante publicou em seu Facebook que passaria a representar a seleção local - em maio de 2013, o técnico dos EUA, Jürgen Klinsmann, disse que Aron estava sendo "observado de perto" por suas atuações no AZ. Em seguida, o atacante desejou um futuro melhor para a Islândia.
A estreia com a camisa dos EUA foi em agosto de 2013, contra a Bósnia, entrando no lugar de Eddie Johnson. Marcou seu primeiro gol em outubro do mesmo ano, contra o Panamá - este gol foi decisivo para a classificação do México para a repescagem, uma vez que os panamenhos venciam por 2 a 0 e eliminavam "La Tri" da Copa. Antes, Graham Zusi havia empatado o jogo e contribuiu ainda para a classificação mexicana.
Incluído por Klinsmann na lista de 23 convocados, Aron disputou apenas um jogo, contra Gana. Ele substituiu o lesionado Jozy Altidore aos 23 minutos do primeiro tempo.

## Títulos

### AGF
- Danish 1st Division: 2010–11

### AZ
- Copa dos Países Baixos: 2012–13